# Guacharaca
 (avril 2025).
Si vous disposez d'ouvrages ou d'articles de référence ou si vous connaissez des sites web de qualité traitant du thème abordé ici, merci de compléter l'article en donnant les références utiles à sa vérifiabilité et en les liant à la section « Notes et références ».

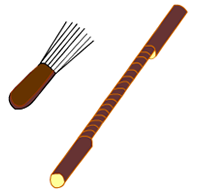

La guacharaca est un instrument de musique de la famille des idiophones utilisé essentiellement dans le genre musical vallenato.
Il se compose de deux parties :
- Un corps principal avec une surface rugueuse.
- Un peigne en fil de fer dur avec un manche en bois.

Le son est obtenu par frottement du peigne sur le corps principal strié.
Il s'utilise dans une posture similaire à l'usage d'un violon.
Il se fabrique à partir de roseau et de boîte de conserve.
Le corps principal est composé d'un roseau d'un diamètre d'environ 4 cm et d'une longueur de 40 cm. Sa face inférieure est évidée dans sa partie médiane en forme de canoë. Sa face supérieure est striée au niveau de la partie évidée.